# Hans-Peter Laqueur
Hans-Peter Laqueur (* 1949 in Istanbul) ist ein deutscher Osmanist. Sein Spezialgebiet ist die Geschichte der Friedhöfe im osmanischen Istanbul.

## Leben
Hans-Peter Laqueur wurde als Sohn von Kurt Laqueur (1914–1997) geboren, der seit 1936 in Istanbul in der Emigration lebte. Nachdem sein Vater 1952 in den deutschen diplomatischen Dienst eingetreten war, verbrachte er seine Jugend an dessen Dienstorten Beirut und Ankara. Nach dem Abitur an der Odenwaldschule studierte er Geschichte und Kultur des Nahen Orients sowie Turkologie, Geschichte Ost- und Südosteuropas sowie Sozial- und Wirtschaftsgeschichte an der Universität München und wurde dort 1979 promoviert. Anschließend war er an den städtischen Bibliotheken in München für den türkischen Medienbestand und Betreuung der türkischen Benutzer tätig. Von 1981 bis 1985 bearbeitete er das DFG-Projekt „Osmanische Friedhöfe und Grabsteine in Istanbul“ an der Abteilung Istanbul des Deutschen Archäologischen Instituts. Danach lehrte er kurzzeitig im Bereich osmanische Geschichte und Literatur an der Universität Manchester. Es folgte eine Umschulung sowie Tätigkeit als Systementwickler und Anwenderbetreuer und im Bereich „Wirtschaftsberatung Türkei“ und Übersetzungen. Von 1994 bis 2001 war er Assistenzprofessor am Department of Turkish Studies der University of Cyprus in Nicosia. Anschließend lebte er in München, wo er einen Lehrauftrag an der Universität hatte und als Dozent an Volkshochschulen tätig war. Seit 2005 lebt er in Bremerhaven.
Verheiratet ist er mit der Juristin Susanne Benöhr-Laqueur (* 1967). Sie haben einen Sohn, David (* 2004).

## Veröffentlichungen (Auswahl)
- Zur kulturgeschichtlichen Stellung des türkischen Ringkampfs einst und jetzt. Lang, Frankfurt / Bern / Cirencester 1979, ISBN 3-8204-6601-0 (Dissertation).
- Grabsteine als Quellen zur Osmanischen Geschichte – Möglichkeiten und Probleme. In: Osmanlı Araştırmaları / The Journal of Ottoman Studies 3, 1982, S. 21–44 (Digitalisat).
- mit Jean-Louis Bacqué-Grammont, Nicolas Vatin: Stelae Turcicae I: Küçük Aya Sofya. In: Istanbuler Mittelungen 4, 1984, S. 441–550.
- Osmanische Grabsteine als demographische Quelle? In: Jean-Louis Bacqué-Grammont, Emeri van Donzel (Hrsg.): Comité International d'Etudes Pré-Ottomanes et Ottomanes: VIth Symposium Cambridge, 1rst-4th July 1984. Proceedings. Divit, Istanbul 1987, S. 19–22.
- Einige Anmerkungen zur Sozialgeographie der osmanischen Friedhöfe und Gräberfelder von Istanbul. In: Istanbuler Mitteilungen 39, 1989, S. 335–339.
- mit Jean-Louis Bacqué-Grammont, Nicolas Vatin: Stelae Turcicae II. Cimetiéres de la Mosquée de Sokollu Meĥmed Paşa à Kadirga Limani, de Bostanci Ali et du Türbe de Sokollu Meḥmed Paşa à Eyüb (= Istanbuler Mitteilungen. Beiheft 36). Wasmuth, Tübingen 1990, ISBN 3-8030-1735-1.
- Die Marinegräber an der Piyalepaşa Moschee in Istanbul. In: Tadeusz Majda (Hrsg.): Seventh International Congress of Turkish Art. Warschau 1990, S. 147–152.
- Osmanische Friedhöfe und Grabsteine in Istanbul (= Istanbuler Mitteilungen. Beiheft 38). Wasmuth, Tübingen 1993, ISBN 3-8030-1737-8.
  - türkisch: Hüve'l-baki. İstanbul'da Osmanlı Mezarlıkları ve Mezar Taşları. Tarih Vakfı Yurt Yayınları, Istanbul 1997.
- Das Osmanische Reich und seine Bewohner aus der Sicht eines Südtiroler Bäckermeisters (1851/1852). In: Marlene Kurz, Martin Scheutz, Karl Vocelka, Thomas Winkelbauer (Hrsg.): Das Osmanische Reich und die Habsburgermonarchie. Akten des internationalen Kongresses zum 150-jährigen Bestehen des Instituts für Österreichische Geschichtsforschung, Wien, 22.–25. September 2004. Wien 2005, ISBN 978-3-486-57861-4, S. 461–470.
- ‚The Traditional Turco-German Friendship' – Fact or Fiction?. In: The First World War as Remembered in the Countries of the Eastern Mediterranean (= Beiruter Texte und Studien Band 99). Ergon, Würzburg 2006, S. 415–425 (Digitalisat).
- Zwischen Orient und Okzident. Wandel auf Istanbuler Friedhöfen zwischen 1830 und 1930. In: C. Denk, J. Ziesemer (Hrsg.): Der Bürgerliche Tod. Städtische Bestattungskulturen von der Aufklärung bis zum frühen 20. Jahrhundert (= ICOMOS – Hefte des Deutschen Nationalkomitees 44). Regensburg 2007, S. 88–94 (Digitalisat).
- Der „Deutsche Heldenfriedhof in Skutari“. Ein vergessener deutscher Friedhof in Istanbul. In: Turcica 41, 2009, S. 383–399.
- Osmanische Friedhöfe in Istanbul. Soziale Aspekte zur Wahl des Bestattungsortes. In: Alexander Berner, Jan-Marc Henke, Achim Lichtenberger, Bärbel Morstadt, Anne Riedel (Hrsg.): Das Mittelmeer und der Tod – Mediterrane Mobilität und Sepulkralkultur. Fink, Paderborn 2016, S. 195–210.